# Förbundskapten
Förbundskapten är en sportterm för den idrottsledare som leder ett landslag. Bland uppgifterna en förbundskapten har är bland annat att utse spelare till lagen och lägga upp matcher.